# Hopman Cup 2007
Résultats détaillés de l'édition 2007 du tournoi de tennis professionnel mixte Hopman Cup.
La Hopman Cup 2007 est la 19e édition du tournoi. Huit équipes mixtes participent à la compétition finale. La compétition se dispute selon les modalités dites du « round robin » : séparées en deux poules de quatre équipes, les deux premières de chacune sont conviées à se disputer le titre en finale. Chaque confrontation entre deux pays consiste en trois phases : un simple dames, un simple messieurs et un double mixte décisif.
Le tournoi, qui commence le 30 décembre 2006 au Burswood Entertainment Complex, se déroule à Perth, en Australie.

## Faits marquants
- C'est la paire russe composée de Nadia Petrova et de Dmitri Toursounov qui gagne la finale face aux Espagnols Anabel Medina Garrigues et Tommy Robredo.
- Il s'agit du 1er titre remporté par la Russie pour sa 1re finale.
- L'Espagne dispute sa 4e finale, c'est la 2e qu'elle perd (après 1993).

## Parcours
| No | Équipe                                | Résultat       | Ultimes adversaires                       |
| -- | ------------------------------------- | -------------- | ----------------------------------------- |
| 1  | Nadia Petrova Dmitri Toursounov       | Victoire       | Anabel Medina Garrigues Tommy Robredo (2) |
| 2  | Anabel Medina Garrigues Tommy Robredo | Finale         | Nadia Petrova Dmitri Toursounov           |
| 3  | Lucie Šafářová Tomáš Berdych          | 3e du groupe B | 1 victoire 2 défaites                     |
| 4  | Ashley Harkleroad Mardy Fish          | 4e du groupe A | 0 victoire 3 défaites                     |

| No | Équipe                          | Résultat       | Ultimes adversaires   |
| -- | ------------------------------- | -------------- | --------------------- |
| 1  | Tatiana Golovin Jérôme Haehnel  | 2e du groupe A | 2 victoires 1 défaite |
| 2  | Alicia Molik Mark Philippoussis | 3e du groupe A | 2 victoires 1 défaite |
| 3  | Sanja Ančić Mario Ančić         | 4e du groupe B | 1 victoire 2 défaites |
| 4  | Sania Mirza Rohan Bopanna       | 2e du groupe B | 2 victoires 1 défaite |

## Matchs de poule
L'équipe en tête de chaque poule se voit qualifiée pour la finale.

### Groupe A

#### Classements
| #   | Équipe victorieuse | Adversaire | Score |
| 1er | Australie          | Russie     | 2 - 1 |
| 2e  | France             | États-Unis | 2 - 1 |
| 3e  | Russie             | États-Unis | 2 - 1 |
| 4e  | France             | Australie  | 3 - 0 |
| 5e  | Australie          | États-Unis | 2 - 1 |
| 6e  | Russie             | France     | 3 - 0 |

| #   | Pays       | Points | Matchs | Sets   |
| --- | ---------- | ------ | ------ | ------ |
| 1re | Russie     | 2 - 1  | 6 – 3  | 13 – 6 |
| 2e  | France     | 2 - 1  | 5 – 4  | 7 – 8  |
| 3e  | Australie  | 2 - 1  | 4 – 5  | 8 – 9  |
| 4e  | États-Unis | 0 - 3  | 3 – 6  | 7 – 12 |

#### Matchs détaillés
|  | Équipe 1  | Score | Équipe 2 |  |
|  | Australie | 2 – 1 | Russie   |  |

| Ordre des matchs | Joueurs               | Points au premier set | Points au second set | Points au troisième set |
| ---------------- | --------------------- | --------------------- | -------------------- | ----------------------- |
| 1                | Alicia Molik          | 6                     | 2                    | 6                       |
| 1                | Nadia Petrova         | 2                     | 6                    | 2                       |
|                  |                       |                       |                      |                         |
| 2                | Mark Philippoussis    | 6                     | 7                    |                         |
| 2                | Dmitri Toursounov     | 4                     | 60                   |                         |
|                  |                       |                       |                      |                         |
| 3 (sans enjeu)   | Molik - Philippoussis | 6                     | 1                    |                         |
| 3 (sans enjeu)   | Petrova - Toursounov  | 7                     | 6                    |                         |

|  | Équipe 1 | Score | Équipe 2   |  |
|  | France   | 2 – 1 | États-Unis |  |

| Ordre des matchs | Joueurs           | Points au premier set | Points au second set | Points au troisième set |
| ---------------- | ----------------- | --------------------- | -------------------- | ----------------------- |
| 1                | Tatiana Golovin   | 6                     | 4                    | 6                       |
| 1                | Ashley Harkleroad | 3                     | 6                    | 2                       |
|                  |                   |                       |                      |                         |
| 2                | Jérôme Haehnel    | 7                     | 4                    | 7                       |
| 2                | Mardy Fish        | 5                     | 6                    | 63                      |
|                  |                   |                       |                      |                         |
| 3 (sans enjeu)   | Golovin - Haehnel |                       | forfait              |                         |
| 3 (sans enjeu)   | Harkleroad - Fish |                       |                      |                         |

|  | Équipe 1 | Score | Équipe 2   |  |
|  | Russie   | 2 – 1 | États-Unis |  |

| Ordre des matchs | Joueurs              | Points au premier set | Points au second set | Points au troisième set |
| ---------------- | -------------------- | --------------------- | -------------------- | ----------------------- |
| 1                | Nadia Petrova        | 6                     | 6                    |                         |
| 1                | Ashley Harkleroad    | 3                     | 0                    |                         |
|                  |                      |                       |                      |                         |
| 2                | Dmitri Toursounov    | 1                     | 4                    |                         |
| 2                | Mardy Fish           | 6                     | 6                    |                         |
|                  |                      |                       |                      |                         |
| 3                | Petrova - Toursounov | 6                     | 7                    |                         |
| 3                | Harkleroad - Fish    | 3                     | 5                    |                         |

|  | Équipe 1 | Score | Équipe 2  |  |
|  | France   | 3 – 0 | Australie |  |

| Ordre des matchs | Joueurs               | Points au premier set | Points au second set | Points au troisième set |
| ---------------- | --------------------- | --------------------- | -------------------- | ----------------------- |
| 1                | Tatiana Golovin       | 7                     | 6                    |                         |
| 1                | Alicia Molik          | 5                     | 2                    |                         |
|                  |                       |                       |                      |                         |
| 2                | Jérôme Haehnel        | 4                     |                      |                         |
| 2                | Mark Philippoussis    | 1                     | ab.                  |                         |
|                  |                       |                       |                      |                         |
| 3 (sans enjeu)   | Golovin - Haehnel     |                       |                      |                         |
| 3 (sans enjeu)   | Molik - Philippoussis |                       | forfait              |                         |

|  | Équipe 1  | Score | Équipe 2   |  |
|  | Australie | 2 – 1 | États-Unis |  |

| Ordre des matchs | Joueurs           | Points au premier set | Points au second set | Points au troisième set |
| ---------------- | ----------------- | --------------------- | -------------------- | ----------------------- |
| 1                | Alicia Molik      | 3                     | 6                    | 6                       |
| 1                | Ashley Harkleroad | 6                     | 4                    | 4                       |
|                  |                   |                       |                      |                         |
| 2                | Nathan Healey     | 5                     | 5                    |                         |
| 2                | Mardy Fish        | 7                     | 7                    |                         |
|                  |                   |                       |                      |                         |
| 3                | Molik - Healey    | 6                     | 7                    |                         |
| 3                | Harkleroad - Fish | 4                     | 5                    |                         |

|  | Équipe 1 | Score | Équipe 2 |  |
|  | Russie   | 3 – 0 | France   |  |

| Ordre des matchs | Joueurs              | Points au premier set | Points au second set | Points au troisième set |
| ---------------- | -------------------- | --------------------- | -------------------- | ----------------------- |
| 1                | Nadia Petrova        | 7                     | 6                    |                         |
| 1                | Tatiana Golovin      | 62                    | 0                    |                         |
|                  |                      |                       |                      |                         |
| 2                | Dmitri Toursounov    | 6                     | 6                    |                         |
| 2                | Jérôme Haehnel       | 1                     | 4                    |                         |
|                  |                      |                       |                      |                         |
| 3 (sans enjeu)   | Petrova - Toursounov | 6                     | 6                    |                         |
| 3 (sans enjeu)   | Golovin - Haehnel    | 4                     | 2                    |                         |

### Groupe B

#### Classements
| #   | Équipe victorieuse | Adversaire | Score |
| 1er | Inde               | Tchéquie   | 2 - 1 |
| 2e  | Espagne            | Croatie    | 3 - 0 |
| 3e  | Tchéquie           | Espagne    | 2 - 1 |
| 4e  | Inde               | Croatie    | 2 - 1 |
| 5e  | Espagne            | Inde       | 2 - 1 |
| 6e  | Croatie            | Tchéquie   | 2 - 1 |

| #   | Pays     | Points | Matchs | Sets    |
| --- | -------- | ------ | ------ | ------- |
| 1re | Espagne  | 2 - 1  | 6 – 3  | 14 – 8  |
| 2e  | Inde     | 2 - 1  | 5 – 4  | 11 – 11 |
| 3e  | Tchéquie | 1 - 2  | 4 – 5  | 9 – 9   |
| 4e  | Croatie  | 1 - 2  | 3 – 6  | 6 – 12  |

#### Matchs détaillés
|  | Équipe 1 | Score | Équipe 2           |  |
|  | Inde     | 2 – 1 | République tchèque |  |

| Ordre des matchs | Joueurs            | Points au premier set | Points au second set | Points au troisième set |
| ---------------- | ------------------ | --------------------- | -------------------- | ----------------------- |
| 1                | Sania Mirza        | 6                     | 6                    |                         |
| 1                | Lucie Šafářová     | 2                     | 2                    |                         |
|                  |                    |                       |                      |                         |
| 2                | Rohan Bopanna      | 2                     | 2                    |                         |
| 2                | Tomáš Berdych      | 6                     | 6                    |                         |
|                  |                    |                       |                      |                         |
| 3                | Mirza - Bopanna    | 6                     | 5                    | 7                       |
| 3                | Šafářová - Berdych | 3                     | 7                    | 65                      |

|  | Équipe 1 | Score | Équipe 2 |  |
|  | Espagne  | 3 – 0 | Croatie  |  |

| Ordre des matchs | Joueurs                 | Points au premier set | Points au second set | Points au troisième set |
| ---------------- | ----------------------- | --------------------- | -------------------- | ----------------------- |
| 1                | Anabel Medina Garrigues | 6                     | 6                    |                         |
| 1                | Sanja Ančić             | 3                     | 1                    |                         |
|                  |                         |                       |                      |                         |
| 2                | Tommy Robredo           | 3                     | 7                    | 6                       |
| 2                | Mario Ančić             | 6                     | 5                    | 3                       |
|                  |                         |                       |                      |                         |
| 3 (sans enjeu)   | Garrigues - Robredo     | 6                     | 6                    |                         |
| 3 (sans enjeu)   | Ančić - Ančić           | 4                     | 2                    |                         |

|  | Équipe 1           | Score | Équipe 2 |  |
|  | République tchèque | 2 – 1 | Espagne  |  |

| Ordre des matchs | Joueurs                 | Points au premier set | Points au second set | Points au troisième set |
| ---------------- | ----------------------- | --------------------- | -------------------- | ----------------------- |
| 1                | Lucie Šafářová          | 4                     | 6                    | 6                       |
| 1                | Anabel Medina Garrigues | 6                     | 4                    | 4                       |
|                  |                         |                       |                      |                         |
| 2                | Tomáš Berdych           | 7                     | 6                    |                         |
| 2                | Tommy Robredo           | 5                     | 1                    |                         |
|                  |                         |                       |                      |                         |
| 3 (sans enjeu)   | Šafářová - Berdych      | 5                     | 2                    |                         |
| 3 (sans enjeu)   | Garrigues - Robredo     | 7                     | 6                    |                         |

|  | Équipe 1 | Score | Équipe 2 |  |
|  | Inde     | 2 – 1 | Croatie  |  |

| Ordre des matchs | Joueurs         | Points au premier set | Points au second set | Points au troisième set |
| ---------------- | --------------- | --------------------- | -------------------- | ----------------------- |
| 1                | Sania Mirza     | 6                     | 6                    |                         |
| 1                | Sanja Ančić     | 2                     | 3                    |                         |
|                  |                 |                       |                      |                         |
| 2                | Rohan Bopanna   | 62                    | 63                   |                         |
| 2                | Mario Ančić     | 7                     | 7                    |                         |
|                  |                 |                       |                      |                         |
| 3                | Mirza - Bopanna | 3                     | 6                    | 7                       |
| 3                | Ančić - Ančić   | 6                     | 3                    | 68                      |

|  | Équipe 1 | Score | Équipe 2 |  |
|  | Espagne  | 2 – 1 | Inde     |  |

| Ordre des matchs | Joueurs                 | Points au premier set | Points au second set | Points au troisième set |
| ---------------- | ----------------------- | --------------------- | -------------------- | ----------------------- |
| 1                | Anabel Medina Garrigues | 3                     | 6                    | 6                       |
| 1                | Sania Mirza             | 6                     | 1                    | 3                       |
|                  |                         |                       |                      |                         |
| 2                | Tommy Robredo           | 6                     | 6                    |                         |
| 2                | Rohan Bopanna           | 2                     | 3                    |                         |
|                  |                         |                       |                      |                         |
| 3 (sans enjeu)   | Garrigues - Robredo     | 7                     | 2                    | 68                      |
| 3 (sans enjeu)   | Mirza - Bopanna         | 65                    | 6                    | 7                       |

|  | Équipe 1 | Score | Équipe 2           |  |
|  | Croatie  | 2 – 1 | République tchèque |  |

| Ordre des matchs | Joueurs            | Points au premier set | Points au second set | Points au troisième set |
| ---------------- | ------------------ | --------------------- | -------------------- | ----------------------- |
| 1                | Sanja Ančić        | 5                     | 2                    |                         |
| 1                | Lucie Šafářová     | 7                     | 6                    |                         |
|                  |                    |                       |                      |                         |
| 2                | Mario Ančić        | 7                     | 6                    |                         |
| 2                | Tomáš Berdych      | 62                    | 4                    |                         |
|                  |                    |                       |                      |                         |
| 3                | Ančić - Ančić      |                       |                      |                         |
| 3                | Šafářová - Berdych |                       | forfait              |                         |

## Finale
La finale de la Hopman Cup 2007 se joue entre l'Espagne et les Russie.
|  | Équipe 1 | Score | Équipe 2 |  |
|  | Russie   | 2 – 0 | Espagne  |  |